# Рордорф (ам Ин)
Рордорф (њем. Rohrdorf) општина је у њемачкој савезној држави Баварска. Једно је од 46 општинских средишта округа Розенхајм. Према процјени из 2010. у општини је живјело 5.461 становника. Посједује регионалну шифру (AGS) 9187169.

## Географски и демографски подаци
Рордорф се налази у савезној држави Баварска у округу Розенхајм. Општина се налази на надморској висини од 476 метара. Површина општине износи 28,7 km². У самом мјесту је, према процјени из 2010. године, живјело 5.461 становника. Просјечна густина становништва износи 191 становника/km².